# 阿尔特马克地区奥斯特堡
阿尔特马克地区奥斯特堡（德語：Osterburg (Altmark)），简称奥斯特堡（德語：Osterburg，發音：[ˈoːstɐˌbʊʁk] ⓘ），是德国萨克森-安哈尔特州施滕达尔县的城市，面积229.77平方千米，2023年12月31日人口为9,421人。